# Авиз
Авиз (фр. Avize) насеље је и општина у североисточној Француској у региону Шампањ-Арден, у департману Марна која припада префектури Еперне.
По подацима из 2011. године у општини је живело 1.755 становника, а густина насељености је износила 230,31 становника/km². Општина се простире на површини од 7,62 km². Налази се на средњој надморској висини од 113 метара.

## Демографија
| 1962. | 1968. | 1975. | 1982. | 1990. | 1999. | 2011. |
| ----- | ----- | ----- | ----- | ----- | ----- | ----- |
| 1.888 | 1.980 | 1.696 | 1.836 | 1.680 | 1.619 | 1.755 |

График промене броја становника у току последњих година